# هانس اوسیک
هانس اوسیک (آلمانی: Hannes Ocik؛ زادهٔ ۸ ژوئن ۱۹۹۱) قایقران روئینگ اهل آلمان است.
وی در مسابقات کشوری و بین‌المللی در مجموع برندهٔ ۹ مدال طلا، ۳ مدال نقره شده‌است.